# Авария Ан-12 в Новом Уренгое (1982)
Авария Ан-12 в Новом Уренгое — авиационная авария, произошедшая в субботу 24 апреля 1982 года в аэропорту Новый Уренгой. Грузовой самолёт Ан-12Б Шереметьевского ОАО предприятия «Аэрофлот» начал выполнять грузовой рейс по маршруту Новый Уренгой — Сыктывкар — Москва, но при взлёте в аэропорту Новый Уренгой лайнер выкатился за пределы ВПП вправо. Экипаж попытался выровнять самолёт, но вскоре лайнер врезался в насыпь рулёжной дорожки и разрушился. Никто из находившихся на его борту 7 членов экипажа не погиб и не пострадал.

## Самолёт
Ан-12Б с бортовым номером CCCP-11107 (заводской номер — 01347809) был выпущен в 1971 году и на момент событий эксплуатировался в Центральном управлении Международных воздушных сообщений. Общая наработка борта СССР-11107 составляла 20 359 лётных часов и 6710 циклов (взлёт — посадка).

## Авария
24 апреля 1982 года Ан-12Б борт СССР-11107 выполнял рейс из Нового Уренгоя в Москву с промежуточной остановкой в Сыктывкаре. Взлёт выполнялся по направлению на запад днём при хороших погодных условиях. Заняв исполнительный старт в начале полосы, экипаж отключил рулёжное управление (для следования по аэродрому) передней стойкой шасси и включил взлётно-посадочное управление (для следования по ВПП при взлёте-посадке). Но пилоты не убедились, что взлётно-посадочное управление действительно начало работать, в результате чего передние колёса зафиксировались не вдоль направления взлёта, а под небольшим углом (3°) вправо.
Из-за отклонения переднего шасси уже в начале разгона по полосе самолёт начало постепенно уводить вправо. Командир экипажа попытался парировать это, полностью отклонив руль направления влево, но авиалайнер продолжал отклоняться. Сложившаяся ситуация требовала прервать взлёт, но экипаж этого не стал делать. Находящийся на борту пилот-инструктор попытался исправить возникшее положение, но было уже поздно. На высокой скорости Ан-12 выкатился с боковой полосы безопасности, после чего врезался в насыпь рулёжной дорожки, отчего отделились основные стойки шасси. Вытекшее из повреждённых баков топливо воспламенилось, а возникший пожар уничтожил самолёт. Но все находящиеся на борту 7 членов экипажа успели вовремя эвакуироваться, а потому не пострадали.

## Причины
По заключению комиссии, причиной аварии стали нарушения экипажем РЛЭ по подготовке и выполнению взлёта. Способствующим фактором стали и конструктивные недостатки системы управления передней стойкой шасси. Так в РЛЭ по самолёту Ан-12 были даны рекомендации, которые не учитывали особенности конструкции гидросистемы управлением передним шасси, а последовательность включения взлётно-посадочного управления была приведена с нарушениями. Также не были чётко указаны обязанности членов экипажа перед вылетом.